# Sexton (Panzerhaubitze)
Der 25pdr SP, tracked, Sexton (Küster oder auch Totengräber) war eine britische Selbstfahrlafette im Zweiten Weltkrieg.

## Entstehung
Die britische Armee suchte Anfang 1941 ein passendes gepanzertes Fahrzeug für den Einbau der britischen Standard-25-Pfünder-Haubitze. Die Erfahrungen mit der Bishop Self-propelled gun zeigten dessen schlechte Eignung, deshalb musste eine andere Lösung gefunden werden. In den USA entstanden unter der Bezeichnung T 51 einige Selbstfahrlafetten wie der M7 Priest, allerdings fehlten auch in den Staaten die Kapazitäten für die Serienproduktion des britischen Artillerieträgers.
Das Projekt erhielt weitere Zuwendung, als 1942 der Aufbau britischer Panzerstreitkräfte forciert wurde. Dabei wurden Forderungen der Panzerkommandeure (insbesondere der in Nordafrika kämpfenden) nach mobiler Artillerie, die mit den Panzern mithalten konnte, laut.
Bei der weiteren Suche stieß der zuständige Ausschuss auf Kanada, wo die Montreal Locomotive Works in Sorel mit dem Cruiser Tank Ram Mk I einen vom Fahrgestell her dem M3 Lee/Grant (wie auch der M7 Priest) ähnlichen Panzer bauten. Der Ram wurde bereits als veraltet angesehen, so dass dessen Produktionskapazitäten frei wurden. Auf dieses sauber konstruierte Fahrgestell wurde 1942 das britische 25-Pfünder-Geschütz gesetzt. Ein offener Aufbau sorgte für ein gutes Seitenrichtfeld und volle Erhöhung, so dass das Geschütz im Gegensatz zum Bishop seine Wirkung voll entfalten konnte. Bei der Konstruktion wurden viele Erfahrungen und Vorteile des M7 Priest verarbeitet. Die Kombination wurde als Sexton bekannt, der hauptsächlich als Feldartilleriewaffe eingesetzt wurde, um Panzerabteilungen zu unterstützen. Das Fahrzeug trug insgesamt 112 Schuss Munition, zu denen neben Spreng- und Nebelgranaten 18 Panzersprenggranaten gehörten. 

## Produktion
Die Produktion begann 1943, bis 1944 hatte er den M7 Priest fast vollständig aus der britischen Armee verdrängt. 1944 und 1945 wurde der Sexton auch in Nordwesteuropa verwendet. Bis zum Auslaufen der Produktion waren insgesamt 2150 Stück gebaut worden.

## Einsatz
Als zuverlässige, robuste und wirksame Waffe blieb der Sexton bis in die 1950er-Jahre im Dienst der britischen und kanadischen Armee und bis vor kurzem im Dienst anderer Staaten.
Während des Zweiten Weltkrieges:
- Polish 1st Armoured Division – Nordwesteuropa
- 11th Armoured Division – Nordwesteuropa
- – Italien

## Technische Daten
| Kenngröße                | Daten |
| ------------------------ | --- |
| Produzent                | Montreal Locomotive Works                                                                                      |
| Gewicht                  | 25,85 t |
| Besatzung                | 6 (Kommandant, Fahrer, Schütze, Ladeschütze, Richtschütze und Funker)                                          |
| Bewaffnung               | |
| Hauptwaffe               | ein 25-Pfünder (87,6 mm) mit 112 Schuss (Seitenrichtbereich: links=25°; rechts 40°)                            |
| Nebenbewaffnung          | 2 × 7,7-mm-MG Bren mit 50 Magazinen, 2 × 9-mm-Sten-MPi, 12 Handgranaten, Signalpistole, 12,7-mm-MG Browning M2 |
| Motor                    | luftgekühlter 9-Zylinder-Sternmotor Wright-Continental R975-4, 400 PS / 298,3 kW                               |
| Kraftstoff               | Benzin |
| Höchstgeschwindigkeit    | 42 km/h (Straße)                                                                                               |
| Reichweite               | 290 km |
| Panzerung                | bis zu 32 mm                                                                                                   |
| Maße                     | |
| Länge                    | 6,12 m |
| Breite                   | 2,72 m |
| Höhe                     | 2,44 m |
| Bodendruck               | 0,81 kg/cm^2                                                                                                   |
| Kletterfähigkeit bis zu  | 0,61 m |
| Furttiefe                | 1,22 m |
| Grabenüberwindung bis zu | 2,51 m |
| Einführung               | 1941 |
| Nutzung                  | 1941 bis 1956 (Kanada bis 1959; Importstaaten teilweise bis heute)                                             |
| Bauzeit                  | 1941 bis Ende 1945                                                                                             |
| Stückzahl                | 2150 |

### Sexton Mk.I
Die ersten 125 hergestellten Fahrzeuge

### Sexton Mk.II
Zusätzliche Kästen für Batterien und zugehörigen Generator am Heck.

### Sexton GPO
Beim Sexton GPO (Gun Position Officer / Befehlspanzer) wurde das Geschütz entfernt, um Platz für ein Funkgerät No. 19 zur Lenkung des Artilleriefeuers zu schaffen.

## Varianten
Als wichtigste Variante gilt der speziell gebaute Befehlspanzer ohne Geschütz, aber mit zusätzlichen Funkgeräten. 